# والدمار بلاسکوسکاس
والدمار بلاسکوسکاس (انگلیسی: Waldemar Blatskauskas; ۱۷ مارس ۱۹۳۸ – ۶ مارس ۱۹۶۴) بازیکن بسکتبال اهل برزیل بود.
وی در مسابقات کشوری و بین‌المللی در مجموع برندهٔ ۵ مدال طلا، ۱ مدال نقره، ۲ مدال برنز شده‌است.